# Andimilos
Andimolos (gr. Αντίμηλος) – grecka wyspa należąca do archipelagu Cyklad. Wyspa jest położona na 20 km na północny zachód od Milos. Obecnie wyspa jest niezamieszkana, choć w przeszłości była zaludniona przez osadników, którzy trudnili się wydobyciem trachitu.
Leży w administracji zdecentralizowanej Wyspy Egejskie, w regionie Wyspy Egejskie Południowe, w jednostce regionalnej Milos, w gminie Milos.